# HD 108317
HD 108317 – żółty podolbrzym (typ widmowy G0) położony w gwiazdozbiorze Panny odległy o ok. 720 lat świetlnych (221 parseków) od Ziemi. Należy do kategorii gwiazd o dużej prędkości ruchu własnego.
HD 108317 jest bardzo starą gwiazdą o niskiej metaliczności (jej wiek szacowany jest na prawie 12 miliardów lat). W 2012 w widmie HD 108317 i dwóch innych bardzo starych gwiazd (HD 128279 i BD +17 3248) odkryto ślady telluru. Jest to pierwszy przypadek obserwacji tego pierwiastka w gwiazdach halo galaktycznego.
W kosmosie tellur może powstawać wyłącznie w wyniku reakcji jądrowej znanej jako proces r. Proces r zachodzi najprawdopodobniej przy wybuchach supernowych typu Ib, Ic oraz II, choć istnieją także teorie wyjaśniające możliwość jego zaistnienia w innych przypadkach (łączenie się gwiazd neutronowych). Odkrycie telluru w tak starych gwiazdach potwierdza teorię pochodzenia tego pierwiastka z wybuchów supernowych.